# Comandes i lliuraments de l'Airbus A380

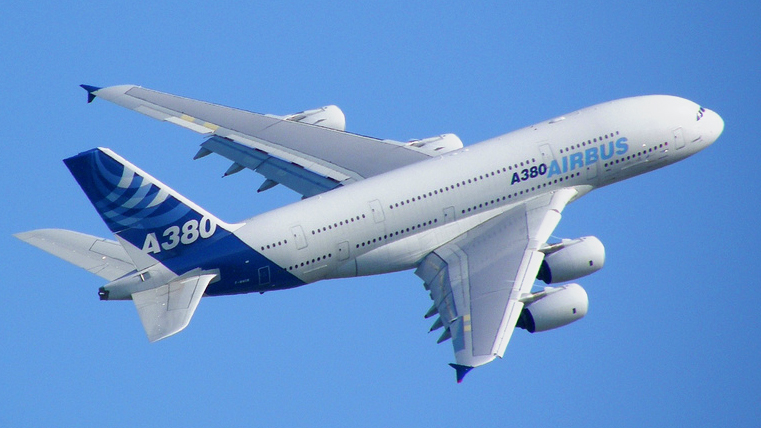
Un A380-800 amb els colors originals d'Airbus

Hi ha 319 comandes en ferm de 19 clients per a la versió de passatgers de l'Airbus A380-800, dels quals 195 han estat lliurades a 13 d'aquests clients amb data de setembre de 2016. Originalment hi havia també 27 comandes per a la versió de càrrega, l'A380F, però aquest programa va estar "congelat" després dels retards de producció, 20 comandes d'A380F van ser cancel·lats i els 7 restants es van convertir a A380-800s.

## Comandes realitzades pels clients

### Resum
S'han realitzat i lliurat les següents ordres, d'acord amb Airbus, fins al 30 de setembre de 2016:
| Client                     | Entrada en servei | Comandes de la companyia | Lliuraments | EA  | RR  | Comunicat de premsa  |
| -------------------------- | ----------------- | ------------------------ | ----------- | --- | --- | -------------------- |
| Air Accord                 |                   | 3                        |             |     |     |                      |
| Air France                 | 2009              | 12                       | 10          | *   |     | [ 2 ]                |
| All Nippon Airways         | 2019              | 3                        |             |     | *   | [ 3 ]                |
| Amedeo                     |                   | 20                       |             |     |     | [ 4 ]                |
| Asiana Airlines            | 2014              | 6                        | 4           |     | *   | [ 5 ] [ 6 ] [ 7 ]    |
| British Airways            | 2013              | 12                       | 12          |     | *   | [ 8 ]                |
| China Southern Airlines    | 2011              | 5                        | 5           |     | *   | [ 9 ]                |
| Emirates                   | 2008              | 142                      | 83          | 90  | 50  | [ 10 ] [ 11 ] [ 12 ] |
| Etihad Airways             | 2014              | 10                       | 8           | *   |     | [ 13 ]               |
| Korean Air                 | 2011              | 10                       | 10          | *   |     | [ 14 ]               |
| Lufthansa                  | 2010              | 14                       | 14          |     | *   | [ 15 ]               |
| Malaysia Airlines          | 2012              | 6                        | 6           |     | *   | [ 16 ]               |
| Qantas                     | 2008              | 20                       | 12          |     | *   | [ 17 ]               |
| Qatar Airways              | 2014              | 10                       | 6           | *   |     | [ 18 ] [ 19 ]        |
| Singapore Airlines         | 2007              | 24                       | 19          |     | *   | [ 20 ]               |
| Thai Airways International | 2012              | 6                        | 6           |     | *   | [ 21 ]               |
| Client(s) no identificats  |                   | 10                       |             |     |     |                      |
| Virgin Atlantic            | 2018              | 6                        |             |     | *   | [ 22 ] [ 23 ]        |
| Totals                     | Totals            | 319                      | 195         | 132 | 152 |                      |

### Primers lliuraments a les línies aèries
| Aerolínia                  | Primer lliurament | Referència    |
| -------------------------- | ----------------- | ------------- |
| Air France                 | 30 oct 2009       | [ 24 ]        |
| Asiana Airlines            | 26 maig 2014      | [ 25 ]        |
| British Airways            | 4 jul 2013        | [ 26 ]        |
| China Southern Airlines    | 14 oct 2011       | [ 24 ] [ 27 ] |
| Emirates                   | 28 jul 2008       | [ 24 ]        |
| Etihad Airways             | 16 des 2014       | [ 28 ]        |
| Korean Air                 | 24 maig 2011      | [ 24 ]        |
| Lufthansa                  | 19 maig 2010      | [ 24 ]        |
| Malaysia Airlines          | 29 maig 2012      | [ 24 ]        |
| Qantas                     | 19 set 2008       | [ 24 ]        |
| Qatar Airways              | 17 set 2014       | [ 29 ]        |
| Singapore Airlines         | 15 oct 2007       | [ 24 ]        |
| Thai Airways International | 27 set 2012       | [ 24 ]        |

### Gràfic d'ordres i lliuraments
Dades al 30 de setembre 2016.

## Comandes cronològiques

### Per any
|                |          | 2001 | 2002 | 2003 | 2004 | 2005 | 2006 | 2007 | 2008 | 2009 | 2010 | 2011 | 2012 | 2013 | 2014 | 2015 | 2016 | Total |
| Comandes netes | A380-800 | 78   | –    | 34   | 10   | 10   | 24   | 33   | 9    | 4    | 32   | 19   | 9    | 42   | 13   | 2    | –    | 319   |
| Comandes netes | A380F    | 7    | 10   | –    | –    | 10   | -17  | -10  | –    | –    | –    | –    | –    | –    | –    | –    | –    | –     |
| Lliuraments    | A380-800 | –    | –    | –    | –    | –    | –    | 1    | 12   | 10   | 18   | 26   | 30   | 25   | 30   | 27   | 16   | 195   |

Comandes i lliuraments acumulatius

Dades d'Airbus fins setembre de 2016.
 Comandes

 Lliuraments

### Detalls
| Comanda     | Comanda             | Comanda                    | Comanda    | Tipus | Tipus | Opcions | Motor | Motor | Nota de premsa/Actualització    |
| Anunciat    | Firmat              | Client                     | EIS        | 800   | 800F  | Opcions | EA    | RR    | Nota de premsa/Actualització    |
| ----------- | ------------------- | -------------------------- | ---------- | ----- | ----- | ------- | ----- | ----- | ------------------------------- |
| 30 abr 2000 | 4 nov 2001          | Emirates                   | 2008       | 5     | 2     | 5       | *     |       | [ 31 ] [ 32 ] [ 33 ]            |
| 24 jul 2000 | 18 jun 2001         | Air France                 | 2009       | 10    |       | 4       | *     |       | [ 34 ] [ 35 ]                   |
| 25 jul 2000 | 19 jun 2001         | ILFC                       | 2014       | 5     | 5     | 4       | *     |       | [ 36 ] [ 37 ] [ 38 ] [ 39 ]     |
| 29 set 2000 | 12 jul 2001         | Singapore Airlines         | 2007       | 10    |       | 15      |       | *     | [ 40 ]                          |
| 29 nov 2000 | 6 mar 2001          | Qantas                     | 2008       | 12    |       | 12      |       | *     | [ 41 ] [ 42 ]                   |
| 15 des 2000 | 26 abr 2001         | Virgin Atlantic            | 2015       | 6     |       | 6       |       | *     | [ 43 ] [ 44 ]                   |
| 16 gen 2001 | 12 jul 2002         | FedEx Express              | 2010       |       | 10    | 10      | *     |       | [ 45 ] [ 46 ] [ 47 ]            |
| 27 feb 2001 | 9 des 2003          | Qatar Airways              | 2014       | 2     |       | 2       | TBA   | TBA   | [ 18 ] [ 48 ] [ 49 ]            |
| 4 nov 2001  | 4 nov 2001          | Emirates                   | 2008       | 15    |       | 5       | *     |       | [ 31 ]                          |
| 6 des 2001  | 20 des 2001         | Lufthansa                  | 2010       | 15    |       | 5       |       | *     | [ 50 ] [ 51 ]                   |
| 10 gen 2003 | 11 des 2003         | Malaysia Airlines          | 2012       | 6     |       |         |       | *     | [ 52 ] [ 53 ] [ 54 ]            |
| 16 jun 2003 | 16 jun 2003         | Emirates                   | 2008       | 21    |       | -10     | *     |       | [ 55 ]                          |
| 18 jun 2003 | 23 oct 2003         | Korean Air                 | 2011       | 5     |       | 3       | *     |       | [ 56 ] [ 57 ] [ 58 ]            |
| 20 jul 2004 | 20 des 2004         | Etihad Airways             | 2014       | 4     |       |         | *     |       | [ 59 ]                          |
| 27 ago 2004 | 28 des 2004         | Thai Airways International | 2012       | 6     |       |         |       | *     | [ 60 ] [ 61 ]                   |
| 11 gen 2005 | 13 des 2005         | UPS Airlines               | 2012       |       | 10    | 10      | *     |       | [ 62 ] [ 63 ] [ 64 ]            |
| 28 gen 2005 | 21 abr 2005         | China Southern Airlines    | 2011       | 5     |       |         |       | *     | [ 65 ] [ 66 ]                   |
| 15 jun 2005 | 15 jun 2005         | Kingfisher Airlines        | 2016       | 5     |       | 5       | NA    | NA    | [ 67 ] [ 68 ]                   |
| Abr 2006    | Mai 2006            | Emirates                   | 2008       | 2     | -2    |         | *     |       | [ 69 ]                          |
| 21 jul 2006 | 20 des 2006         | Singapore Airlines         | 2007       | 9     |       | -9      |       | *     | [ 70 ] [ 71 ] [ 72 ]            |
| 29 oct 2006 | 21 des 2006         | Qantas                     | 2008       | 8     |       | -8      |       | *     | [ 73 ] [ 74 ] [ 75 ]            |
| 27 nov 2006 | comanda cancel·lada | FedEx Express              | NA         |       | -10   | -10     | *     |       | [ 76 ] [ 77 ] [ 78 ]            |
| 4 des 2006  | 31 des 2006         | ILFC                       | 2014       | 5     | -5    |         | *     |       | [ 79 ]                          |
| 2 mar 2007  | comanda cancel·lada | UPS Airlines               | NA         |       | -10   | -10     | *     |       | [ 80 ]                          |
| 7 mai 2007  | 7 mai 2007          | Emirates                   | 2008       | 4     |       |         | *     |       | [ 81 ]                          |
| 24 mai 2007 | 18 jun 2007         | Air France                 | 2009       | 2     |       | -2      | *     |       | [ 82 ] [ 83 ]                   |
| 18 jun 2007 | 18 jun 2007         | Qatar Airways              | 2014       | 3     |       | -2      | TBA   | TBA   | [ 18 ] [ 84 ] [ 85 ]            |
| 18 jun 2007 | 11 nov 2007         | Emirates                   | 2008       | 8     |       |         | *     |       | [ 86 ] [ 87 ] [ 88 ]            |
| 27 set 2007 | 27 set 2007         | British Airways            | 2013       | 12    |       | 7       |       | *     | [ 89 ] [ 90 ] [ 91 ]            |
| 11 nov 2007 | 11 nov 2007         | Emirates                   | 2008       | 3     |       |         | *     |       | [ 86 ]                          |
| 12 nov 2007 | 12 nov 2007         | Kingdom Holding Company    | 2012       | 1     |       |         |       | *     | [ 92 ] [ 93 ]                   |
| 13 feb 2008 | 19 feb 2008         | Korean Air                 | 2011       | 3     |       | -3      | *     |       | [ 94 ] [ 95 ]                   |
| 14 jul 2008 | comanda cancel·lada | Etihad Airways             | 2014       | -4    |       |         | *     |       | [ 96 ]                          |
| 14 jul 2008 | 14 jul 2008         | Etihad Airways             | 2014       | 10    |       | 5       | *     |       | [ 97 ] [ 98 ] [ 99 ]            |
| 15 gen 2009 | comanda cancel·lada | Air Austral                | 2014       | -2    |       |         | *     |       | [ 100 ] [ 101 ] [ 102 ] [ 103 ] |
| 3 feb 2009  | 3 feb 2009          | Korean Air                 | 2011       | 2     |       |         | *     |       | [ 104 ] [ 105 ]                 |
| 8 jun 2010  | 8 jun 2010          | Emirates                   | 2008       | 32    |       |         | *     |       | [ 106 ] [ 107 ] [ 108 ]         |
| 8 nov 2010  | 17 feb 2011         | Skymark Airlines           | 2014       | 4     |       | 2       |       | *     | [ 109 ] [ 110 ] [ 111 ] [ 112 ] |
| 6 gen 2011  | 6 gen 2011          | Asiana Airlines            | 2014       | 6     |       | 4       |       | *     | [ 5 ] [ 113 ] [ 114 ]           |
| 8 mar 2011  | comanda cancel·lada | ILFC                       | NA         | -10   |       | -4      | *     |       | [ 115 ] [ 116 ] [ 117 ]         |
| 8 nov 2010  | 23 jun 2011         | Skymark Airlines           | 2014       | 2     |       | -2      |       | *     | [ 118 ] [ 119 ]                 |
| 29 set 2011 | 13 oct 2011         | Lufthansa                  | 2010       | 2     |       | -2      |       | *     | [ 15 ] [ 120 ]                  |
| 15 nov 2011 | 15 nov 2011         | Qatar Airways              | 2014       | 5     |       | 3       | TBA   | TBA   | [ 121 ]                         |
| 23 jun 2011 | 19 des 2011         | Hong Kong Airlines         | 2015       | 10    |       |         | TBA   | TBA   | [ 122 ]                         |
| 23 jun 2011 | 17 ago 2012         | Hong Kong Airlines         | 2015       |       |       | -10     | TBA   | TBA   | [ 122 ]                         |
| 28 oct 2011 | 21 jun 2012         | Transaero Airlines         | 2015       | 4     |       |         | *     |       | [ 123 ] [ 124 ]                 |
| 24 oct 2012 | 24 oct 2012         | Singapore Airlines         | 2017       | 5     |       | -5      |       | *     | [ 125 ]                         |
| 20 set 2013 | comanda cancel·lada | Lufthansa                  | NA         | -3    |       |         |       | *     | [ 126 ]                         |
| 17 nov 2013 | 23 des 2013         | Emirates                   | 2016       | 50    |       |         |       | *     | [ 127 ] [ 128 ]                 |
| 31 des 2013 | comanda cancel·lada | Kingfisher Airlines        | NA         | -5    |       |         | NA    | NA    |                                 |
| 17 jun 2013 | 12 feb 2014         | Amedeo                     | 2016       | 20    |       |         | TBA   | TBA   | [ 129 ]                         |
| 29 jul 2014 | comanda cancel·lada | Skymark Airlines           | NA         | -6    |       |         |       | *     | [ 130 ] [ 131 ]                 |
| 5 feb 2015  | comanda cancel·lada | Kingdom Holding Company    | NA         | -1    |       |         |       | *     | [ 132 ]                         |
|             | 29 gen 2016         | ANA                        | 2019       | 3     |       |         |       | *     | [ 133 ]                         |
| 13 mar 2016 |                     | Emirates                   | 2017       | 2     |       |         |       | *     | [ 134 ]                         |
| sub-totals  | sub-totals          | sub-totals                 | sub-totals | 319   | 0     | 28      | 129   | 147   |                                 |
| totals      | totals              | totals                     | totals     | 319   | 319   | 24      | 276   | 276   |                                 |

| simbol | significat                        |
| ------ | --------------------------------- |
| ?      | data desconeguda                  |
| EA     | Engine Alliance GP7200            |
| RR     | Rolls-Royce Trent 900             |
| TBA    | en ser anunciat                   |
| NA     | no està disponible o no aplicable |
| EIS    | posada en servei                  |